# Маунтен-В'ю (Міссурі)
Маунтен-В'ю (англ. Mountain View) — місто (англ. city) в США, в окрузі Гавелл штату Міссурі. Населення — 2533 особи (2020).

## Географія
Маунтен-В'ю розташований за координатами 36°59′37″ пн. ш. 91°42′7″ зх. д. / 36.99361° пн. ш. 91.70194° зх. д. (36.993607, -91.701924).  За даними Бюро перепису населення США в 2010 році місто мало площу 9,71 км², уся площа — суходіл.

## Демографія
Згідно з переписом 2010 року, у місті мешкало 2719 осіб у 1151 домогосподарстві у складі 690 родин. Густота населення становила 280 осіб/км².  Було 1288 помешкань (133/км²).
Расовий склад населення:
| - 97,6 % — білих - 0,5 % — корінних американців - 0,3 % — азіатів - 0,1 % — чорних або афроамериканців |

До двох чи більше рас належало 1,2 %. Частка іспаномовних становила 1,8 % від усіх жителів.
За віковим діапазоном населення розподілялося таким чином: 24,8 % — особи молодші 18 років, 53,0 % — особи у віці 18—64 років, 22,2 % — особи у віці 65 років та старші. Медіана віку мешканця становила 39,0 року. На 100 осіб жіночої статі у місті припадало 83,0 чоловіків;  на 100 жінок у віці від 18 років та старших — 77,3 чоловіків також старших 18 років.
Середній дохід на одне домашнє господарство  становив 32 126 доларів США (медіана — 22 724), а середній дохід на одну сім'ю — 41 457 доларів (медіана — 33 534). Медіана доходів становила 28 164 долари для чоловіків та 22 981 долар для жінок. За межею бідності перебувало 30,2 % осіб, у тому числі 37,0 % дітей у віці до 18 років та 25,5 % осіб у віці 65 років та старших.
Цивільне працевлаштоване населення становило 935 осіб. Основні галузі зайнятості: освіта, охорона здоров'я та соціальна допомога — 30,2 %, виробництво — 17,3 %, роздрібна торгівля — 11,4 %.